# برونو باور
برونو باور (بالألمانية: Bruno Bauer) (6 سبتمبر 1809 - 13 أبريل 1882) فيلسوف ولاهوتي ألماني. نظرًا لكونه طالبًا ودرس تحت إشراف جورج فيلهلم فريدريش هيغل، كان باور عقلانيًا راديكاليًا في الفلسفة والسياسة ونقد الكتاب المقدس. حقق باور في مصادر العهد الجديد، وابتداءً من توجه هيغل الهينوفيلي، خلص إلى أن المسيحية المبكرة تعود إلى الفلسفة اليونانية القديمة (الرواقية) أكثر من اليهودية. عُرف برونو باور أيضًا بارتباطه وانفصاله الحاد عن كارل ماركس وفريدريك إنجلز، وبارتباطه اللاحق بماكس ستيرنر وفريدريك نيتشه. ابتداءً من عام 1840، بدأ سلسلة من الأعمال مدعيًا أن يسوع كان مزيجًا من اللاهوت اليهودي واليوناني والروماني في القرن الثاني.

## سيرة حياته
كان باور ابن رسام في مصنع بورسلين وزوجته في شركة أيزنبرغ في ساكس-غوتا-ألتنبرغ. درس في جامعة فريدريش فيلهلم في برلين منذ ربيع عام 1828 وحتى ربيع عام 1832. أصبح مرتبطًا بما يسمى الهيغليون الحق تحت إشراف فيليب مارهينيكي، الذي ألزم باور بعد سنوات بتحرير الطبعة الثانية من محاضرات هيغل عن فلسفة الدين 1818-1832. كان هذا ليصبح أحد أشهر أعمال باور - مكونًا من ثلاثة مجلدات، طبعة نقدية.
في عام 1834 بدأ التدريس في برلين باعتباره حاصلًا على إجازة جامعية في اللاهوت، وفي عام 1839 نُقل إلى جامعة بون.
في عام 1838، نشر كتابه (المعرض النقدي لدين العهد القديم) في مجلدين. أظهر هذا العمل أن باور كان مخلصًا للاهوت العقلاني الهيغلي الذي فسر جميع المعجزات بمصطلحات طبيعية.
بما يتفق مع عقلانيته الهيغلية، واصل باور في عام 1840 كتابة كتابه (نقد التاريخ الإنجيلي لجون). في عام 1841 واصل باور سمته العقلانية في كتاب (نقد التاريخ الإنجيلي للإزائيين).
لم يكن باور في أي وقت من الأوقات أثناء كتابته مسيحيًا أرثوذكسيًا. منذ أيامه الأولى في المنح الدراسية الأكاديمية تحت إشراف هيغل، حافظ باور على نقد ثابت لإيمانويل كانت وولاء ثابت لكل من جدلية هيغل ولاهوتيته العقلانية.

## معاداة السامية
ابتداءً من عام 1848، اتهم النقاد باور بالترويج لمعاداة السامية الخبيثة في مطبوعات في الدوائر الرجعية. يرى البعض أن وجهة نظر باور حول اليهود واليهودية كانت سلبية تمامًا، سواء عند النظر إلى الماضي أو عند التفكير في الحاضر.
في عام 1843، كتب باور كتاب السؤال اليهودي، والذي رد عليه كارل ماركس في كتابه بعنوان »حول المسألة اليهودية«. وفقًا لماركس، جادل باور بأن اليهود كانوا مسؤولين عن مصائبهم الخاصة في المجتمع الأوروبي لأنهم »جعلوا أعشاشهم في مسام المجتمع البرجوازي وفراغاته«. يضع يعقوب كاتز معاداة السامية في السياق مع شغفه المعادي للمسيحية، والتي تسببت الأخيرة في فقدان باور منصب الأستاذية. على الرغم من أن باور، وفقًا لكاتز، كان »غير صبور بنفس القدر مع المسيحية واليهودية«، ابتعد باور كثيرًا عن مراجعة أو مقال رأي حول كاتب أو مفكر يهودي لأن لديه اعتبار عام بأن »اليهودي كنوع«، يتمسك مهما كان بالخصائص السلبية التي يمكن أن يجدها.

## إحياء ذكرى
دُفن العالم باور من قبل الأوساط الأكاديمية الألمانية، وظل منبوذًا، حتى أنقذ ألبيرت كالثوف أعماله من الإهمال والغموض. أعاد كالثوف إحياء نظرية أسطورة المسيح لباور في كتاب مشكلة المسيح. (مشكلة المسيح: مبادئ اللاهوت الاجتماعي، 1902) و(صعود المسيحية، 1904). ألبرت شفايتزر، مؤرخ لاهوتي، قدم مراجعة نقدية مهمة لتاريخ البحث عن حياة يسوع في كتاب (البحث عن يسوع التاريخي، 1906)، أشاد فيه بعمل باور المبكر.

## روابط خارجية
- برونو باور على موقع الموسوعة البريطانية (الإنجليزية)